# Чебаки (крепость)
Чебаки (хак. Све Tағ — Све-Тах) — древнее сооружение-крепость эпохи бронзы (2 тысячелетие до н. э.), расположенное на правом берегу реки Чёрный Июс, на вершине горы Тах (Таг) в 4,5 км к северо-востоку от поселения Чебаки Ширинского района Республики Хакасии.
Сооружение входит в число приблизительно 45 аналогичных памятников-крепостей (све), причём вместе с Каменным городком (Чиланных таг) и крепостью-святилищем Устанах является наиболее исследованным из них. На компактной территории собран представительный комплекс находок предметов быта и произведений искусства эпохи бронзы.
К подобным памятникам уверенно относятся такие, как Устанах, Таптан Туразы, Шишка. Определённое сходство в планиграфии и архитектуре Све Чебаки прослеживается с такими памятниками, как крепость Мешоко майкопской культуры в Прикубанье и Ливенцовская крепость катакомбного времени в низовьях Дона.

## План крепости
Крепость имеет две линии оборонительных стен, сооружённых из плит песчаника. Первая, внешняя, отсекает подход по седловине от соседней вершины к участку вершины горы размерами 160 на 170 м. Общая длина первой, внешней стены — 210 м. На момент исследований высота стены доходила до 1,8 м, на сегодняшний день высота стены доходит до 1,5 м, при этом кладка стен прекрасно сохранилась. Внутренняя стена крепости ограничивает небольшой участок вершины, являвшейся цитаделью. Территория между стен имеет сильный наклон и не имеет следов использования, поэтому считается, что внешняя стена возникла не в процессе расширения крепости, а одновременно, как единый комплекс с цитаделью. Внутри цитадели, вплотную к стене, археологически выявлена полуземлянка размером примерно 4 на 15 метров. В западной части так же вплотную к стене пристроены две небольших хозяйственных постройки или загородки из камня, овальной и прямоугольной в плане формы размерами 4×5 м и 4×6 м. Культурный слой построек содержал многочисленные кости животных, фрагменты керамики и вещественные находки. Анализ материалов раскопок не позволяет интерпретировать эти сооружения как бытовые жилые комплексы.

## Археологические исследования
Впервые сооружение-све исследовано (введено в научный оборот) в 1888 году археологом Клеменцем Д. А. Он обратил внимание на типологическую связь таких све, как Устанах, Сырское сооружение и Чебаки, считая что эти памятники принадлежат одному и тому же народу. После начала археологических раскопок Све в Минусинской котловине исследователи обратили внимание на то, что подобные крепостные сооружения есть и в других горных районах северной части Центральной Азии: в Прибайкалье, в Горном Алтае, в Тыве.
Раскопки были начаты в 1990 году и продолжены на территории цитадели укрепления в 1995—1997 годах. Общая площадь раскопок в цитадели составила 330 м². Выявлен мощный культурный слой, содержащий многочисленные остатки жизнедеятельности древнего человека эпохи бронзы. Значительная часть площади раскопа представляла собой развал каменных плит стены укрепления цитадели и внутренних сооружений, пристроенных к стене. Большинство находок обнаружено при разборке каменных развалов, между плитами и под ними. Мощность культурного слоя 0,5—0,9 м. Выявить хронологическую последовательность культурных слоев памятника трудно из-за их переотложенного состояния.
Наиболее выразительная категория находок — это массовый керамический материал окуневской культуры. Эта керамика в основном находится в нижних слоях раскопа, среди каменных плит или под ними. Найдено 1304 фрагмента от примерно 69 сосудов, что составляет 95 % от общего числа керамики эпохи бронзы. Окуневская керамика из све Чебаки по характеру и орнаментации находит аналогии в погребальных окуневских памятниках Минусинской котловины. Также на территории цитадели присутствует керамика каменноложской культуры.
Фаунистические остатки из све Чебаки весьма многочисленны (32 тысячи различных обломков костей). Определение видового состава животных выполнено Саблиным М. В. — сотрудником Зоологического института РАН г. Санкт-Петербурга. Подавляющее большинство костей принадлежат диким животным (16 видов: косуля, марал, лось, кабарга, кабан, медведь, рысь, лисица, бобр, птицы и т. д.). Домашние животные определяются единичными особями (корова, лошадь, овца).

## Интерпретация памятника

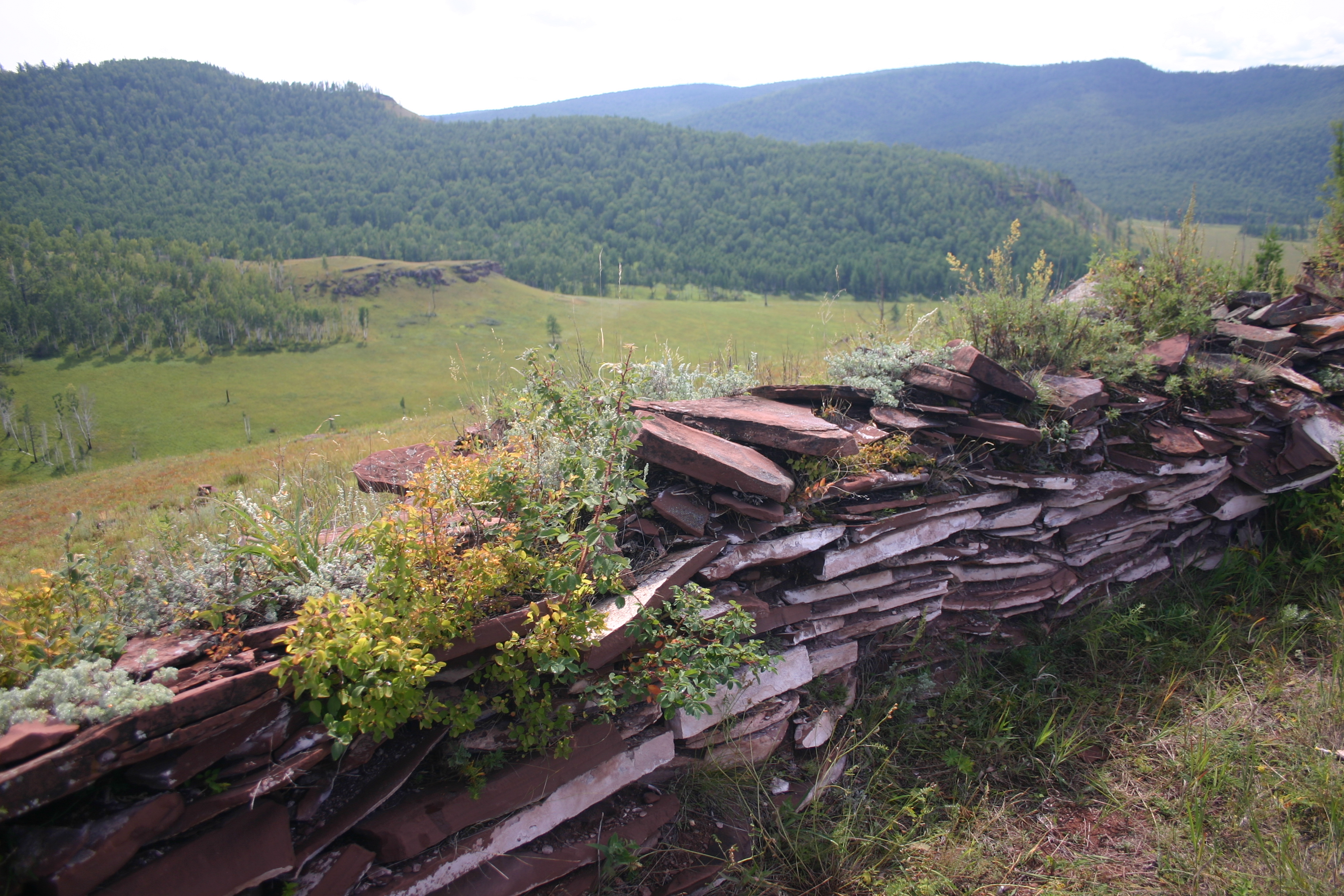
Фрагмент каменной стены крепости

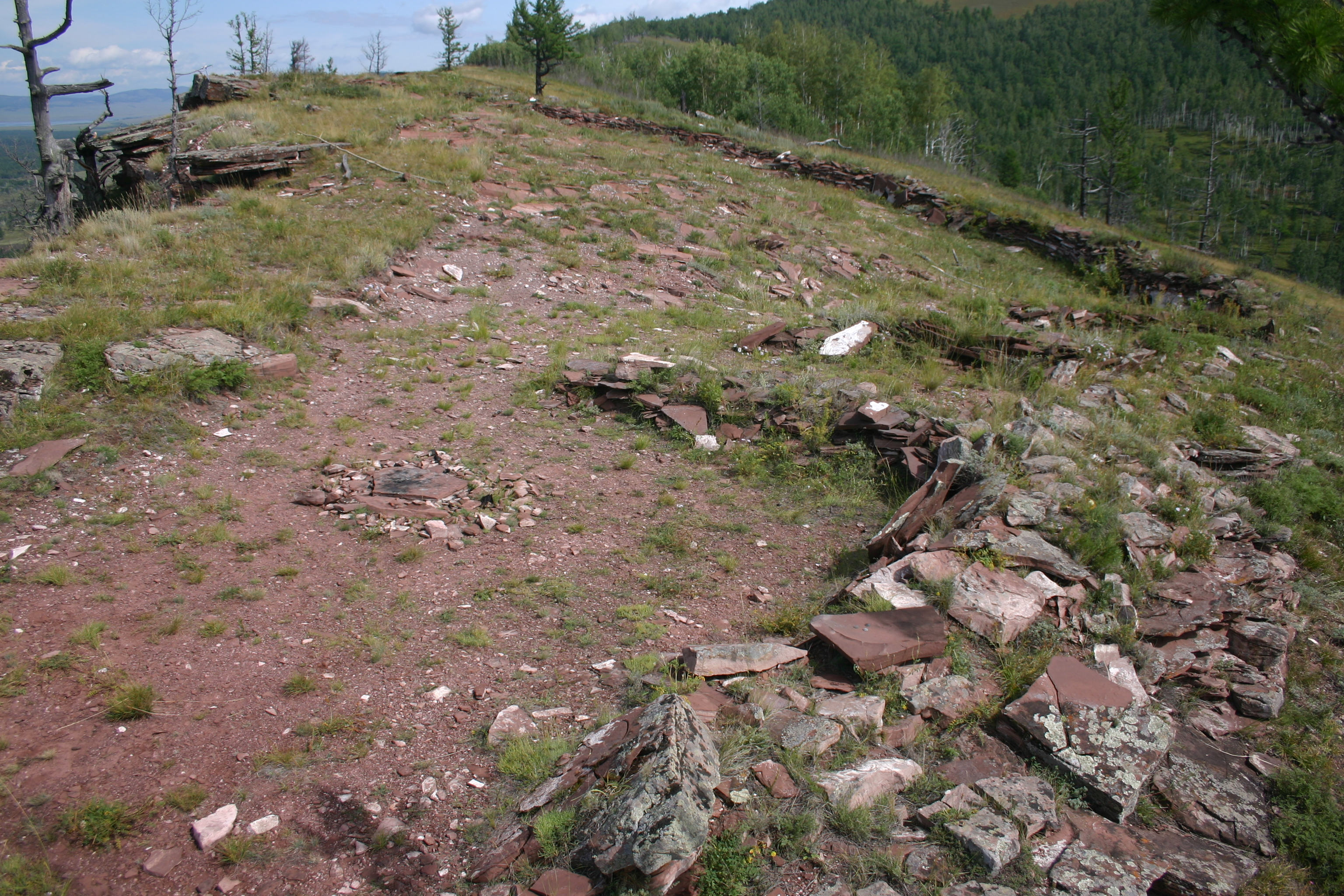
Цитадель

Для крепости Чебаки характерны следующие общие признаки све эпохи бронзы:
- для строительства выбирались вершины гор, увенчанные останцом-утёсом, которые обозримы с разных сторон;
- све сооружались не на самой высокой точке горного массива. В этих случаях территория памятника хорошо просматривается;
- при строительстве в качестве природного компонента использовались отвесные скальные обрывы;
- на некоторых све есть стены, не имеющие оборонительной функции.

Спорным является момент фортификационной значимости све Чебаки, так как с одной стороны в архитектурном оформлении зримо присутствует образ крепости, но фортификационный уровень памятника низкий. Уязвимый момент в обороноспособности све — полное отсутствие постоянных источников воды внутри укреплений. В культурном слое присутствуют следы пребывания человека — угольки, кости, керамика, а также каменные инструменты (в том числе топоры, тесла) и заготовки для их производства. Однако не обнаружено ни одного очага, что затрудняет интерпретацию городища как укреплённой усадьбы.
Предположительно, целостный архитектурный облик цитадели сформировался в окуневское время, точнее в момент, когда окуневская культура начала вплотную соприкасаться к каменноложской (конец 2-го — начало 1-го тыс. до н. э.). Д. Г. Савинов указывал на такие возможные интерпретации памятника, как крепость, городище-убежище, ритуальный центр, сезонное охотничье поселение, а также на то, что крепости могли маркировать территориальное разделение областей окуневской и каменноложской культур на какой-то момент времени. При этом не надо забывать и о престижности, демонстрации влияния и могущества племенной аристократии, могущей сконцентрировать значительные ресурсы для строительства высокогорной крепости. По итерпретации А. И. Готлиба, Чебаки и другие подобные крепости использовались и служили центром притяжения окуневцев уже во время преобладания каменноложской культуры в долинах (т. н. период дожития окуневской культуры), подобно укрепленным горным аулам на Кавказе или домам-башням горных шотландских кланов.